# Honest Workers
Honest Workers – dziesiąty album studyjny zespołu The Kelly Family, wydany w 1991 r.

## Lista utworów[1]
1. "Danny Boy" (śpiew: Angelo) – 3:43
2. "Mister Big Time" (śpiew: Joey, Paddy) – 3:44
3. "Honest Worker" (śpiew: Patricia) – 5:05
4. "Motherless Child" (śpiew: Kathy, John, Patricia, Jimmy, Joey, Barby, Paddy, Maite, Angelo) – 5:24
5. "A Hard Day's Night" (śpiew: Jimmy, John, Joey) – 2:45
6. "Es Waren Zwei Königskinder" (śpiew: Paddy) – 3:43
7. "When I Was In Town" (śpiew: John) – 2:50
8. "Eres Tu" (śpiew: Kathy, John) – 3:34
9. "The Swan" (śpiew: Angelo, John) – 3:01
10. "Sunday Morning" (śpiew: Paddy) – 2:23
11. "Europe" (śpiew: Kathy) – 3:35
12. "Shenandoah" (śpiew: Kathy, John) – 4:16
13. "Make A Song With Me" (śpiew: John) – 3:51

### Utwory bonusowe
W edycji "wzmocnionej" dodano teledysk koncertowy do piosenki " A Hard Day's Night".